# Dinastia Agilolfinga
El Agilolfings (dinastia Agilolfinga o dels Agilòlfides) foren els membres de la primera nissaga de Baviera. El nom és epònim, ja que deriva del primer duc, Agilolf el Sueu que vivia abans del 482. Van regnar sobre Baviera del segle VI al VIII. La seva capital era a Ratisbona.

## Llista de ducs
- Garibald I 555-592 (primer conegut, descendent d'Agilof)
- Tassiló I 592-?
- Garibald II ?-després del 610
- Teodó I ?-?
- Teodó II ?-716
- Teodebert, Grimoald i Teodebald, conjuntament 716-abans del 725
- Tassiló II i Hugobert, conjuntament abans del 725-737
- Odiló 737-748
- Gripó 748
- Tassiló III 748-788

## Genealogia
```
Teodulf (?-† 
724
).
│
├─
Teodebert de Baviera
 (?-?).
│ │ │
│ └─
Hugobert de Baviera
 (?-?).
│ │ │
│ └─
Odiló de Baviera
 (?-† 
748
) duc 737-748
│ casat amb 
Hiltruda
 (filla de Carles Martell) 
│ │
│ └─
Tassiló III de Baviera
 (vers 
742
-† vers 
794
) duc 748-788
│ casat amb 
Liutberga de Llombardia

│
├─
Teodebald de Bavière
 (?-?) duc vers 720
│ │
│ └─
Suanagilda
 (?-?).
│ casada el 
725
 amb 
Carles Martell

│ │
│ └─
Gripó
 (
726
-† 
753
) duc (usurpador) 748 
├─
Grimoald de Baviera
 (?-?) duc vers 720
│ casat amb Beletruda
│
├─Tassiló II de Bavière (?-?).
│
└─? Hado de Vintzgau (o Agilulf de Vintzgau) (?-?) 
casat amb Gerniu de 
Suàbia

│
├─
Gerold I de Vintzgau
 (v.
725
-† v.
786
), Comte de 
Vintzgau
 (?-
786
).
│ casat amb 
Emma d'Alamània

│ │
│ ├─? 
Adrià d'Orléans
 (vers 
760
-† 
821
), 
comte d'Orléans
 i comte palatí.
│ │ casat amb Waldrade de 
Wormsgau

│ │ │
│ │ ├─
Eudes d'Orleans
 (?-† 
834
).
│ │ │ casat amb 
Engeltruda de Fezensac

│ │ │ │
│ │ │ ├─
Ermentruda d'Orleans
 (?-?).
│ │ │ │ casada amb 
Carles el Calb

│ │ │ │ │
│ │ │ │ ├─
 Judit
 (?-?).
│ │ │ │ ├─
Lluís II de França
 el Tartamut (
846
-† 
879
) (rei 
877
-
879
).
│ │ │ │ ├─Carles l'Infant (?-† 
866
).
│ │ │ │ ├─
Carloman
 (?-† 
876
).
│ │ │ │ ├─Ermentruda (?-?).
│ │ │ │ ├─Hildegarda (?-?).
│ │ │ │ ├─Rotruda (?-?).
│ │ │ │ └─
Lotari el Coix
 (?-† 
865
), abat de Saint-Germain d'Auxerre
│ │ │ │
│ │ │ └─Guillem d'Orléans (?-?).
│ │ │
│ │ └─
Guillem de Blois
 (?-† 
836
).
│ │ │
│ │ ├─Eudes de Châteaudun (?-?).
│ │ └─Robert Porte-Carquois (?-?).
│ │
│ ├─
Gerold II de Vintzgau
 (?-† 
799
), comté de 
Vintzgau
, prefecte de Baviera (
786
-
799
).
│ │ │
│ │ └─
Gerold III de Vintzgau
 (?-?), comté de Vintzgau (
799
-?).
│ │
│ ├─Odalric o Udalric (?-?).
│ └─
Hildegarda de Vintzgau
 (v.
757
-† 
783
).
│ casada vers 
771
 amb 
Carlemany

│ │
│ ├─Carles el Jove (?-?). (vers 
772
-†
811
)
│ ├─Adelaida (?-?). (?-†774)
│ ├─
 Rotruda
 (vers 
775
-† 
810
).
│ ├─
Pipí d'Itàlia
 (
777
-† 
810
), rei d'Itàlia (
781
-
810
) > 
Dinastia Herbertina

│ ├─
Lluís el Pietós
 (
778
-† 
840
), rei d'
Aquitània
 (
781
-
814
), emperador (
814
-
840
).
│ ├─Lotari (?-?). (
778
-†
779
), germà bessó de 
Lluís el Pietós

│ ├─
 Berta
 (vers 
779
-† 
823
).
│ ├─Gisela (?-?). (
781
-† després del 
814
)
│ └─Hildegarda (?-?). (
782
-†
783
)
│
└─Rupert (o Robert)(?-† 
785
).
```